# Игор Коломојски
Игор Валеријевич Коломојски (укр. Ігор Валерійович Коломойський; хебр. איגור קולומויסקי; 13. фебруар 1963) украјинско-израелско-кипарски је пословни магнат, олигарх, политичар и филантроп.
Он је друга или трећа најбогатија особа у Украјини (после Рината Ахметова и/или Виктора Пинчука) и сматра се једним од најутицајнијих олигарха. Коломојски је суоснивач PrivatBank. Након неформалног проширења компанија Privat group 1992. године стекао је велики удео на тржишту медија. Био је гувернер Дњепропетровске области од 2014. године до разрешења од стране председника Петра Порошенка 2016. године. Те године, након оптужби против њега за превару великих размера, PrivatBank је прешла у државно власништво.
Кроз медијски утицај и финансије Коломојски је подржао Володимира Зеленског, који се кандидовао за председника и водио кампању против олигарха и радио против олигарха који му нису наклоњени, као што је Виктор Медведчук.
САД су 2021. забраниле њему и његовој породици улазак у земљу због „значајне корупције".

## Име
Транслитерација имена Игора Коломојског на енглески има бројне варијанте укључујући Игор или Ихор за његово име и Коломојски, Коломојски, Коломојски, Коломојски или Коломојски за његово презиме.
Коломојски користи надимак Бења (Беня) (алузија на злогласног украјинског и јеврејског злочинца Бења Крика). Коломојског понекад зову Бонифациј (епонимна звезда популарног совјетског цртаног филма Каникули Бонифација.

## Богатство
Оцењен је као друга или трећа најбогатија особа у Украјини (после Рината Ахметова и/или Виктора Пинчука).
Од 2007. године, Коломојски је био милијардер и Форбс га наводи као 799. најбогатијег човека на свету са 3,8 милијарди долара. Године 2010. Кијев Пост је проценио његово богатство на 6.243 милијарде долара. У марту 2012. Форбс га је поставио на 377. место са 3 долара милијарде. Године 2010. Кијев Пост је навео Коломојског као другу најбогатију особу у Украјини; 2012. године Форбс га је оценио као трећу најбогатију особу у Украјини. На овим листама Коломојског је богатством надмашио само Ринат Ахметов или/и Виктор Пинчук. У марту 2015, након оштрог пада вредности украјинске гривне, The Economist је проценио његову нето вредност на 1,36 долара милијарде. У 2019. украјински часопис Фокус поставио је Коломојског на треће место на листи 100 најутицајнијих Украјинаца.

## Младост и образовање
Коломојски је рођен у јеврејској породици у Дњепропетровску, Украјинска ССР, Совјетски Савез. Његови родитељи су дипломирали инжењерство. Његова мајка је радила на универзитету, а отац у металуршкој фабрици. Већ у детињству важио је за веома одлучног, вредног и озбиљног, био је ентузијастичан за спорт, волео је да игра шах. Након што је дипломирао у Гимназији 21 у Дњепропетровску са Комсомолском значком „За изузетан школски успех“, 1980. године уписао је дипломске студије инжењерства на Дњепропетровском металуршком институту Леонид Брежњев, где је дипломирао 1985.

## Пословна каријера
Од 1986. године радио је у трговачкој задрузи Фианит. Године 1988. одлучио је да постане бизнисмен. Први извор финансија обезбедио је уз подршку пријатеља у великој јеврејској заједници Дњепропетровск.
Током 1991. године, заједно са Леонидом Милославским, Олексијем Мартиновим и Хенадијем Бохољубовим, основао је Сентоса ДОО, која је превозила и препродавала робу и опрему од Москве до Дњепропетровска. Касније су увозили нафтне деривате који су се проширили у феролегуре, снабдевали Орџоникидзе (касније Рударско-прерађивачки комбинат Покров) горивом и добијали руду мангана за даљи извоз по уговорима о размени.
Године 1992. Коломојски је заједно са Бохољубовим основао PrivatBank и њен неформални проширени део компанија, Privat Group. Године 1997. именован је за председника управног одбора. PrivatBank је била једини украјински зајмодавац који је од Народне банке Украјине добио дозволу за отварање експозитура у иностранству. Једна филијала у Летонији, основана 1992. године, касније је умешана у скандал са банковним преварама у Молдавији 2014. године. Операције друге, отворене касних 1990-их на Кипру, помогле су убрзању национализације ПриватБанке 2016. године.
У периоду 1999-2003, Коломојски је преузео контролу над Укрнафтом, Калињином коксом и хемијском фабриком, пијацом Озерка у Дњепропетровску, Никопољском фабриком феролегура и другим компанијама.
Преко Privat Group, Коломојски је контролисао, у различитим периодима почетком 2000-их, три украјинске авио-компаније: Аеросви, Dniproavia, Donbassaero. Све авио-компаније су банкротирале. Преко компаније за управљање имовином Mansvell Enterprises Limited, контролисао је још три скандинавске авио-компаније, Skyways Express, City Airline, и Cimber Sterling, од којих је свака поново у року од неколико година, поднела захтев за банкрот и престала са радом.
Од 2008. године, друга поља рада у Украјини, као и у Русији и Румунији су укључивала: феролегуре, финансије, нафтне деривате, масовне медије, металну и нафтну индустрију.
Медијска средства Коломојског су у почетку контролисана од стране медија холдинга Главред, који поседује Информациону агенцију УНИАН, недељни магазин Профил, новине Новаја газета и Газета по-Кијевски. Почетком септембра 2007. Роналд Лаудер је објавио да је Коломојски купио 3% удела и да је у одбору директора Central European Media Enterprises. У априлу 2010. године, преко своје компаније Harley Trading, Коломојски је за око 300 милиона долара обезбедио контролу над једним од највећих медијских конгломерата у Украјини, 1+1 Media Group која управља са осам украјинских ТВ канала.
У новембру 2019, The New York Times је известио да Коломојски стоји иза планова за изградњу контроверзног скијалишта у Свидовцу у Украјини. У чланку је цитиран професор локалног универзитета који је описао Коломојског као „пијавицу која сише нашу крв овде и оставља је у Швајцарску“.

## Оптужбе за корупцију и правне битке

### Национализација PrivatBank
Почетком 2010. кружиле су гласине да је имовина Коломојског била под притиском украјинских власти и да он све више времена проводи у Швајцарској.
У септембру 2013, Коломојског је критиковао Mr. Justice Mann у судском поступку у Лондону. Поступак је био покренут поводом покушаја непријатељског преузимања компаније ЈККС за нафту и гас Александра Жукова у октобру 2010, при чему је судија изјавио да је имао „репутацију да је покушао да преузме контролу над компанијом под претњом оружјем у Украјини“ и да је финансијски директор сматрао да она има „снажне основе да сумња у поштење господина Коломојског“.
Године 2015. Виктор Пинчук је поднео 2 милијарде долара вредну грађанску тужбе против Коломојског и Генадија Богољубова Високом суду правде у Лондону због куповине украјинске рударске компаније 2004. Оптужбе укључују убиство и мито. У јануару 2016. године постигнута је необјављена вансудска нагодба непосредно пре почетка суђења.
Од 1. априла 2016. године, медијска група 1+1 је обуставила све ТВ преносе. Према речима Руслана Бортника, директора Украјинског института за анализу и управљање политиком, након што није могао да пронађе спољне спонзоре и суочен са решеношћу украјинске владе да обезбеди сопствено телевизијско присуство, ТВ пројекат се показао непрофитабилним за Коломојског. Други пројекти, попут фудбалског клуба Дњепар где играчи нису примали плату, такође су били у проблемима. Године 2019, након што је испао из лиге, ФК Дњепар је распуштен.
Током 2016. Коломојски и његов пословни пословни партнер Генадиј Богољубов оптужени су да су преварили највећу украјинску банку PrivatBank за милијарде долара кроз велике зајмове акционарима без покрића. Између средине 2015. и средине 2016. године, банка је дала зајмове од преко милијарду долара фирмама у власништву седам топ менаџера и два подређена Коломојском. Банка Италије је у међувремену затворила италијанску филијалу летонског зајмодавца АС ПриватБанк након што је открила кршење прописа о прању новца. Валерија Хонтарева, бивша председница украјинске централне банке, окарактерисала је операцију Коломојског и Бохољубова као један од највећих финансијских скандала 21. века. „Координисане лажне акције великих размера акционара и менаџмента банке проузроковале су губитак држави од најмање 5,5 милијарди долара“, рекла је Хонтарева у марту 2018. „Ово је 33 одсто депозита становништва… [и] 40 одсто монетарне базе наше земље“.
У децембру 2016. године, изјављујући да је банка Коломојског изразито недовољно капитализована и да је претња финансијском систему земље, украјинска влада је национализовала зајмодавца, тада највећег у Украјини. Пакет са укупно 5,6 милијарди долара за ревитализацију финансиран је средствима ММФ-а.
Током 2018. године, сада национализована PrivatBank поднела је тужбу против Коломојског и Богољубова Вишем суду у Лондону и обезбедила замрзавање њихове имовине широм света. Виши суд је одлучио да није надлежан али је 2019. та пресуда поништена у жалбеном поступку, при чему је Врховни суд Уједињеног Краљевства закључио да се тужба од 3 милијарде долара против бивших власника банке може поднети на суду у Лондону.
У априлу 2019. украјински суд је пресудио да је национализација PrivatBank незаконита. Украјинска централна банка саопштила је да неће бити могуће поништити национализацију и да ће уложити жалбу на одлуку. Коломојски је изјавио да нема интереса да поново преузме контролу над банком, али је тражио 2 милијарде долара на име компензације за губитке настале током национализације. 14. фебруара 2017. ПриватБанк је ликвидирана.

### Америчке истраге и црне листе
У априлу 2019. објављено је да ФБИ истражује Коломојског због финансијских злочина у које су умешани Богољубов, бизнисмен из Кривог Рога Вадим Шулман и Мордехај „Моти“ Корф са Флориде у вези са предузећима за обраду челика Коломојског у Западној Вирџинији и северном Охају у Сједињеним Државама и рударским пословима у Гани и Аустралији.
Правни досијеи америчких тужилаца из 2019. детаљно су описивали како је Коломојски користио своју контролу над највећом украјинском банком за малопродају PrivatBank, да опљачка запањујуће суме од украјинских штедиша, и преко низа лажних компанија и офшор рачуна извлачи новац из земље у САД.
У августу 2020. Министарство правде Сједињених Држава у јужном дистрикту Флориде (Мајами) је навело да су Коломојски, Бохољубов, Мордекај Корф и Уриел Ладер заједно стекли бројне некретнине у оквиру Понцијева преваре вредне 5,5 милијарди долара организоване као „међународна завера за прање новца проневереног и на превару стеченог од PrivatBank“, која је национализована 2016. како би се спречио колапс украјинског еквивалента FDIC Сједињених Држава, и коришћењ „филијале PrivatBank на Кипру... као машине за прање веша за украдене кредитне фондове."
У априлу 2021. године Коломојском и његовој жени и деци забрањен је улазак у САД, Стејт департмент га је оптужио да је користио мандат гувернера Дњепропетровска да би се обогатио. Био је „умешан у коруптивна дела која су подревала владавину права и веру украјинске јавности у демократске институције и процесе њихове владе, укључујући коришћење свог политичког утицаја и моћи за личну корист“.
У јануару 2022, ДОЈ је објавио да је поднео тужбу за одузимање имовине против Коломојског америчком Окружном суду за јужни округ Флориде, наводећи да је „више од 6 милиона долара прихода од продаје комерцијалних некретнина у Даласу, Тексас... подлежу одузимању на основу кршења савезних закона о прању новца“. Ово је била четврта таква акција коју је поднело ДОЈ у вези са истом наводном криминалном делатношћу: прања новца који је незаконито стечен од PrivatBank кроз вишемилионске инвестиције у имовину САД.
Коломојски се противио председничким амбицијама и влади Виктора Јануковича и његове углавном проруске Партије региона. Био је савезник Јануковичевог претходника на месту председника, Виктора Јушченка (2005-2010), бившег гувернера централне банке, помажући у финансирању Јушченковог Блока Наша Украјина-Народна самоодбрана. Такође је подржао Јулију Тимошенко и њен блок политичких партија под називом Блок Јулије Тимошенко, иако је одбио да финансира њену председничку кампању 2010. године. На украјинским парламентарним изборима 2012. критичари су Коломојског видели као појединца који стоји иза Украјинског демократског савеза за реформе (УДАР) Виталија Кличка, иако је странка негирала да је он био спонзор.
Званичници државне безбедности Украјине су га септембра 2023. године именовали као осумњиченог у случају преваре и прања новца. Осмог септембра 2023. замрзнуто му је више од 75 милиона евра вредности имовине.

## Гувернер Дњепропетровска

### Сукоб са Путином
Након што су догађаји на Евромајдану приморали Јануковича на оставку у фебруару 2014, вршилац дужности председника Олександар Турчинов именовао је Коломојског за гувернера Дњепропетровске области. Два дана касније, руски председник Владимир Путин, који је као одговор на Јануковичево свргавање требало да анексира Крим и Севастопољ и покрене сепаратистички рат у Донбасу, описао је Коломојског као „јединственог преваранта“ и рекао да грађани Дњепропетровска нису задовољни његовим именован за гувернера Дњепропетровске области. Према Путиновим речима, Коломојски је „чак пре две-три године успео да превари нашег Романа Абрамовича. Израдио га је, како то интелектуалци воле да кажу. Потписали су неки договор, Абрамович је пребацио неколико милијарди долара, док овај никада није испунио свој део уговора и ставио је новац у џеп. Када сам га (Абрамовича) питао зашто је то урадио, рекао је: „Никада нисам мислио да је ово могуће.“
У фебруару 2014, Коломојски је одбацио сугестије о сепаратизму у Дњепропетровску. У априлу је, као гувернер, наводно нудио награду за хватање милитаната које подржава Русија и нудо је подстицаје за предају. Заменик начелника Штаба националне одбране Дњепропетровске области Михаил Лисенко открио је 22. априла да је Коломојски платио 10.000 долара за хапшење 8 руских диверзаната. Коломојски је 3. јуна 2014. понудио награду од 500.000 долара за испоруку Олега Царјова, вође сепаратиста, агенцијама за спровођење закона Украјине. Такође се верује да је Коломојски потрошио 10 милиона долара за стварање батаљона Дњепар, као и значајне суме на обезбеђење средстава за добровољачке батаљоне Аидар, Азов и Донбас.
Док је био гувернер Дњепропетровске области, Коломојски је држао резервоар за ајкуле у својој канцеларији, како би могао да храни ајкуле током својих састанака, док је посматрао ужаснуте посетиоце како реагују на подводни покољ.
Након анексије Крима 2014. године, руске власти су национализовале имовину Коломојског на Криму, укључујући цивилни аеродром. Према речима проруског кримског лидера Сергеја Аксјонова, тај потез је „потпуно оправдан због чињенице да је он [Коломојски] један од иницијатора и финансијера специјалне антитерористичке операције у источној Украјини у којој се убијају грађани Русије“. Као одговор, Коломојски је у јануару 2016. поднео тужбу против Русије Сталном арбитражном суду.
Руси су тврдили да међувладин суд није надлежан за дато питање и одбили су да учествују у поступку. Они су одговорили сопственим оптужбама против Коломојског, оптужујући га да је извор подршке украјинском отпору сепаратистима у Доњецку и Луганску, које подржава Русија, оптуживши га да „организује убијање цивила“. Русија је тражила да Коломојски буде стављен на Интерполову потерницу. Руски окружни суд је 2. јула 2014. затражио његово хапшење.

### Сукоб са председником Порошенком
Украјински председник Петро Порошенко је 25. марта 2015. потписао указ о разрешењу Коломојског са места шефа Дњепропетровске РСА, рекавши да „Дњепропетровска област мора остати бастион Украјине на истоку и заштитити мир“. Коломојског је заменио Валентин Резниченко. Ново именовање је уследило након борбе са Порошенком за контролу над државним оператером нафтовода. Након што је Порошенко отпустио Александра Лазорка, који је био штићеник Коломојског, са места извршног директора УкрТрансНафте, Коломојски је послао своје приватно обезбеђење да преузму контролу над седиштем компаније и протерају ново руководство које је поставила влада. Док је Лазорко био на челу, државни нафтоводи су испоручивали нафту рафинерији у власништву Коломојског, а не конкурентима.
У даљем потезу против Коломојског, Порошенко је заменио дугогодишњег пословног партнера Коломојског Игора Палицу на месту гувернера суседне Одеске области, са бившим грузијским председником Михаилом Сакашвилијем. То именовање изазвало је драматичан и јавни рат речи између Коломиског и Сакашвилија. Сакашвили је новинарима рекао да је Коломојски био „гангстер“ и „шверцер“. Коломојски им је рекао да је Сакашвили „пас без њушке“ и „зависник од кокаина“.
Коломојски је одговорио да је једина разлика између Порошенка и Јануковича „добро образовање, добар енглески и недостатак криминалног досијеа“. Све остало је исто: „Иста је крв, исто реинкарнирано месо. Ако је Јанукович био одрпани диктатор, Порошенко је образовани узурпатор, роб своје апсолутне моћи, жељан за апсолутном моћи.

### Однос са Зеленским
Од 2019. године, Коломојски је био власник 70% медијске групе 1+1 чији је ТВ канал 1+1 емитовао „Слугу народа “, хумористичку серију у којој је Владимир Зеленски играо улогу председника Украјине. Зеленски је 31. марта 2019. освојио највише гласова у првом кругу стварних председничких избора у Украјини, што је резултирало елиминацијом Јулије Тимошенко из следећег круга.
Неки су Зеленског сматрали кандидатом Коломојског. Зеленски је именовао личног адвоката Коломојског за кључног саветника у кампањи, путовао је у Женеву и Тел Авив у више наврата да се саветује са тада прогнаним Коломојским и имао је користи од подршке медијске империје Коломојског. Чинило се да је по преузимању функције, Зеленски сменио званичнике за које се сматрало да представљају претњу интересима Коломојског, међу којима су генерални тужилац Руслан Рјабошапка и гувернер Народне банке Украјине (НБУ) Јакив Смолиј и први премијер Зеленског, Алексиј Хончарук, који је покушао да олабави контролу Коломојског над државном електроенергетском компанијом.
Након његовог стављања на црну листу од стране Сједињених Држава у априлу 2021, Коломојски је изгледа изгубио утицај на Зеленског. Коломојски је почео да позива на ново партнерство између Украјине и Русије; предлажући да ће, када се то догоди „ НАТО прљати панталоне и куповати Памперс“. Председник Зеленски је, у међувремену користио „асертивнији тон”, залажући се за чланство у Европској унији и НАТО савезу”. Као одговор на најављене америчке санкције против Коломојског, Канцеларија украјинског председника објавила је изјаву у којој се наводи да „Украјина мора да превазиђе систем којим доминирају олигарси” и признаје да је „Украјина захвална сваком партнеру на подршци на том путу”.
Недељу дана пре инвазије, Коломојски је известио да више не комуницира са Зеленским  Уновембру 2021. Зеленски је уверавао новинаре да је прошло две године откако су разговарали. Коломојски је објаснио да је Зеленски „одабрао свој пут, он је председник земље, има своју визију, програм, планове“ и како он, као бизнисмен, више не жели ништа од државе, немају о чему да разговарају.
Коломојски је имао репутацију да може телефоном да диктира како ће гласати посланици унутар парламентарне фракције Зеленског, али се чинило да је изненада „нестао“, намерно се клонио политике. Упркос томе, министар правде из странке Зеленског Денис Маљуска је предложио да је Коломојски „очигледно“ име које треба да буде уписано у регистар новог антиолигархијског закона који је требало да ступи на снагу у мају 2022. Истраживачки новинари су ипак веровали да су канали комуникације између Коломојског и председника остали отворени.

## Одговор на руску инвазију
Руска инвазија на Украјину у фебруару 2022. поново је истакла постојање у Дњепру добровољачке „Дњепарске гарде“ (Варти Днипра, Варти Днипра), која је први пут формирана 2014. уз подршку Коломојског као одговор на рат у Донбасу. Градоначелник Дњепра Борис Филатов одбацио је сугестије да је група „приватна војска” Коломојског. Украјински милијардер је, према речима Филатова, помогао у набавци неке опреме, али добровољачка гарда обавља функције одбране и реда под руководством националне полиције.

## Ангажовање у јеврејској заједници
Коломојски је истакнути присталица украјинске јеврејске заједнице и председник Уједињене јеврејске заједнице Украјине. Године 2010. именован је за председника Европског савета јеврејских заједница (ЕЦЈЦ) након што је одлазећем председнику обећао да ће донирати 14 милиона долара, при чему је његово именовање описано као „пуч“ и „преузимање власти у совјетском стилу“ од стране других чланова одбора ЕЦЈЦ-а. Након што је неколико чланова одбора ЕЦЈЦ-а поднело оставке у знак протеста, Коломојски је напустио ЕСПЈ и, заједно са колегом украјинским олигархом Вадимом Рабиновичем, основао Европску јеврејску унију.

## Лични живот
Ожењен је и има двоје деце. Његова ћерка је Ангелика Коломојска, а син Израел Зви Коломојски. Живе у Кијеву.